# Faron Young
Pour les articles homonymes, voir Young.
Faron Young (né le 25 février 1932 à Shreveport et mort le 10 décembre 1996 à Nashville) est un chanteur de musique country américain.

## Biographie
Il enregistre ses premiers singles en 1951 et signe chez Capitol l’année suivante. Sur ce label sortent notamment If You Ain't Lovin' (You Ain't Livin') (no 2 du Hot Country Songs en 1954), Live Fast, Love Hard, Die Young (no 1 en 1955) et Hello Walls (no 1 en 1961). Il signe chez Mercury en 1963 et obtient son dernier no 1 en 1971 avec It's Four in the Morning, qui est également son seul succès au Royaume-Uni (no 3).
À partir du milieu des années 1970, Faron Young se fait davantage remarquer pour son comportement erratique que pour sa musique. Il enregistre quelques albums à la fin des années 1980 pour le label indépendant Step One, puis se retire du monde de la musique.
Il tente de se suicider le 9 décembre 1996 à l'aide d'un fusil mais ne décède que le lendemain, des suites de ses blessures. Ses cendres sont répandues par sa famille à Old Hickory Lake, près de Nashville, chez Johnny Cash et June Carter Cash, qui furent absents au même moment.
Il entre au Country Music Hall of Fame en 2000.